# Haimón
Haimón (řecky Αἵμων — možno překládat „krvavý“, latinsky Haemon) je v řecké mytologii syn thébského krále Kreonta a jeho manželky Eurydiky.
Byl snoubencem Antigony, dcery thébského krále Oidipa. Ten byl za dvě hrozná věštbou předpovězená obvinění - zabil totiž nevědomky vlastního otce, krále Láia a oženil se s vlastní matkou Iokasté - vypovězen z Théb. Antigona svého otce doprovázela a opatrovala ve vyhnanství, až do jeho smrti.
Její bratři Eteoklés a Polyneikés se oba domáhali vlády v Thébách, stali se z nich nepřátelé. Polyneika bratr s pomocí strýce Kreonta vyhnal, on v Athénách shromáždil armádu a napadl Théby. V bratrovražedném boji pak jeden druhého smrtelně zranil. Zatímco Eteoklovi byl vypraven řádný pohřební obřad, mrtvé tělo Polylneikovo nesmělo být pochováno, jak rozhodl Kreón.
Jediný, kdo se tomuto pozemskému zákazu vzepřel, byla Antigona. Poslechla vyšší zákony a tělo svého bratra Polyneika pohřbila, aby jeho duše mohla opustit tělo a najít věčný klid. Kreón se rozhodl Antigonu potrestat, chtěl ji nechat zavraždit před zraky svého syna, nakonec však „jenom“ poručil, aby byla zazděna zaživa v královské hrobce.
Haimón se postavil proti otci, prosil a přesvědčoval. Až strach z pomsty bohů za tak krutý čin krále donutil zrušit své příkazy. Chtěl vše napravit a Antigonu osvobodit. Když však přišel do hrobky, Antigona byla mrtvá, oběsila se.
Haimón ze žalu se před zraky svého otce probodl mečem.

## Odraz v umění
- Sofoklés Antigona - kolem roku 442 př. n. l.